# سلستین یکم
پاپ سلستین یکم (به انگلیسی: Pope Celestine I) یکی از پاپ‌های کلیسای کاتولیک رم بود که بین سال‌های ۴۲۲ تا ۴۳۲ میلادی پاپ بود.